# Croscherichia goryi
Croscherichia goryi là một loài bọ cánh cứng trong họ Meloidae. Loài này được Marseul miêu tả khoa học năm 1870.